# Langenbuch (Schleiz)
Langenbuch ist ein Ortsteil der Stadt Schleiz im Saale-Orla-Kreis in Thüringen. Am 1. August 1965 vereinigten sich Langenbuch und Dröswein zur Gemeinde Langenbuch-Dröswein, welche 1979 in Langenbuch umbenannt und am 8. März 1994 nach Schleiz eingemeindet wurde. Langenbuch (ohne Waldhäuser und Bahnhof) und Dröswein gehörten bis 1952 zu Sachsen. Im Gegensatz zu den Nachbarorten Mühltroff, Thierbach und Langenbach kamen sie am 1. April 1992 nicht zurück zu Sachsen, sondern verblieben beim Freistaat Thüringen.

## Geographie

### Geographische Lage und Verkehr

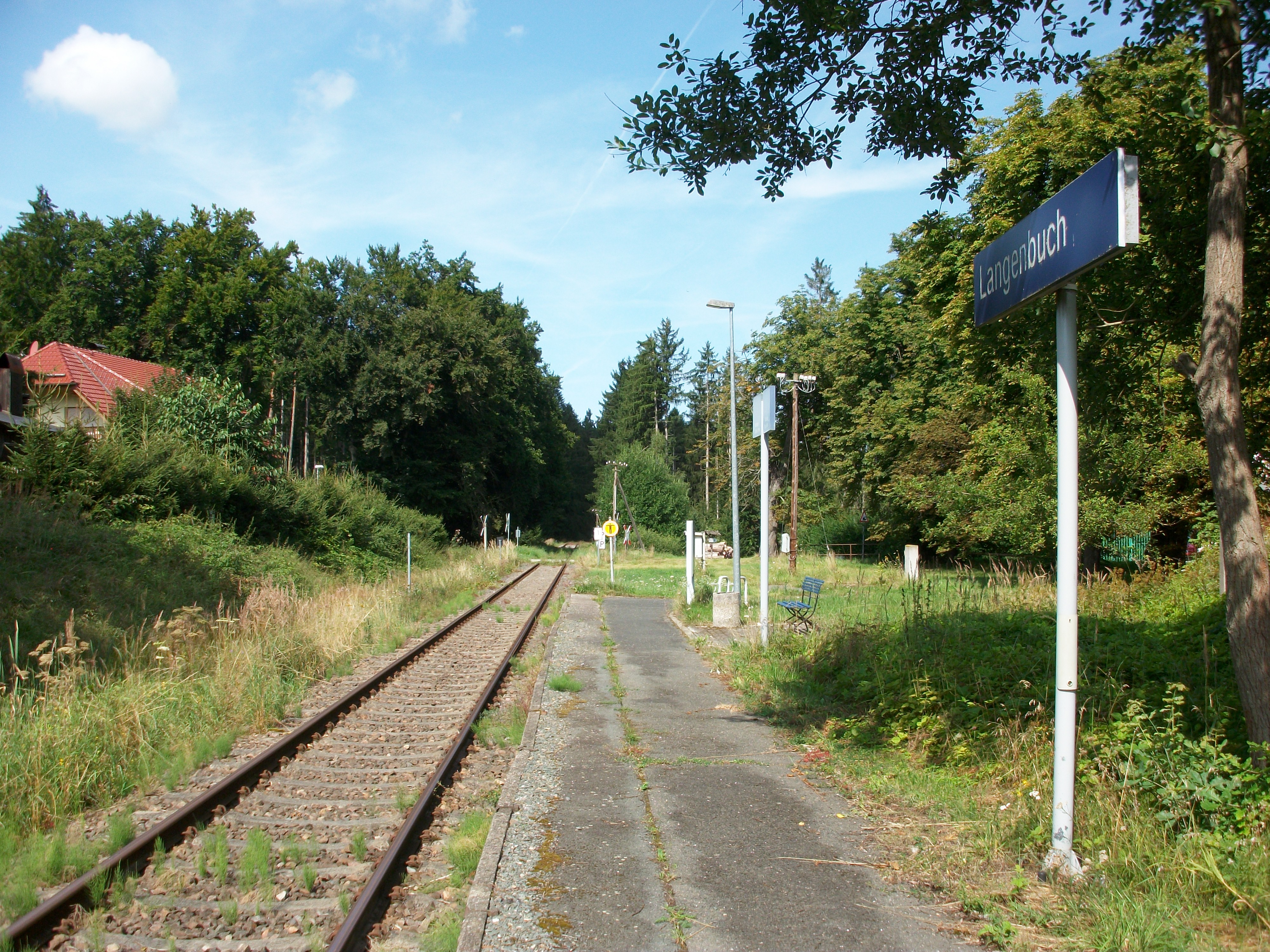
Haltepunkt Langenbuch, Blick Richtung Schleiz (2021)

Die Gemarkung des Ortes Langenbuch ist meist von Wald umgeben und befindet sich im Osten des Saale-Orla-Kreises an der Landesgrenze zu Sachsen. Langenbuch besteht aus dem Hauptort östlich der Wisenta und der Siedlung Waldhäuser mit dem Bahnhof westlich des Bachs, am Rand des Schleizer Walds. In das Umfeld der Gemarkung Langenbuch reicht die vom Bach Wisenta gespeiste Talsperre Lössau hinein.
Langenbuch liegt im thüringischen Teil des Vogtlands, zu dem bis 1952 lediglich die Waldhäuser mit dem Bahnhof gehörten. Die Wisenta bildete früher die Grenze zum sächsischen Teil des historischen Vogtlands, zu dem der Hauptort Langenbuch am Ostufer der Wisenta einst gehörte.
Der idyllisch gelegene Ort ist über die Bundesstraße 94 und die Bundesstraße 282 sowie über die Ortsverbindungsstraße in 1,2 oder 6,6 km Entfernung zu erreichen. Am Westrand der Siedlung Waldhäuser befindet sich der Haltepunkt Langenbuch an der Bahnstrecke Schönberg–Schleiz. Die Strecke ist von der DB Netz AG an die Deutsche Regionaleisenbahn verpachtet. Es findet seit 2006 kein regelmäßiger Personenverkehr mehr statt. Gelegentlich finden hier Sonderfahrten der Wisentatalbahn statt.

### Nachbarorte
| Wüstendittersdorf | Lössau                                      | Dröswein  |
| Oberböhmsdorf     | Kompassrose, die auf Nachbargemeinden zeigt | Thierbach |
| Langenbach        |                                             | Mühltroff |

### Geologie
Geologisch befindet sich die Gemarkung des Ortes im Ostthüringer Schiefergebirge (Naturraum Vogtland). Diese Böden sind durch den hohen Feinerdeanteil und den hohen Humusgehalt sehr ertragreich und -sicher.

## Geschichte

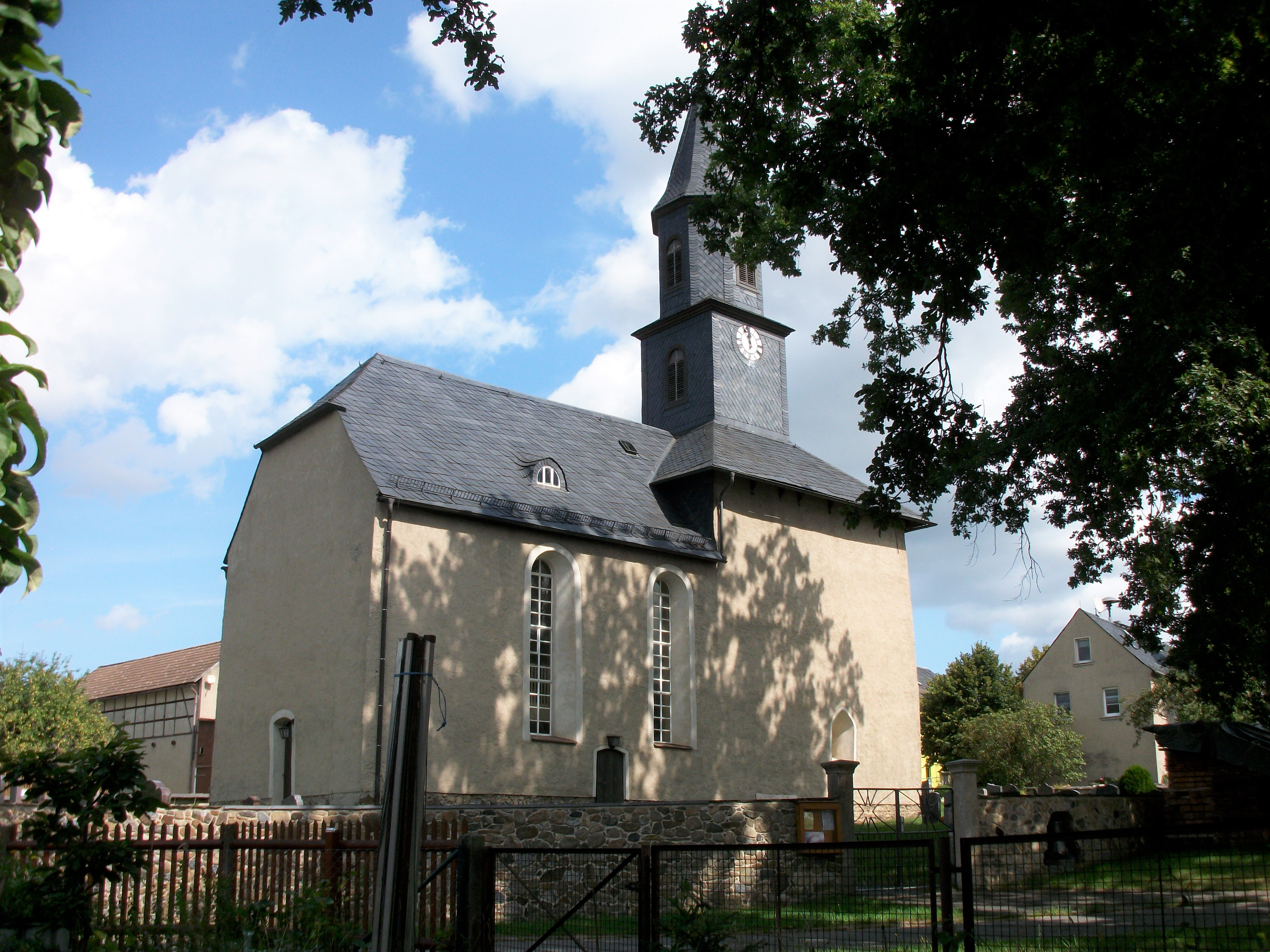
Annenkirche Langenbuch

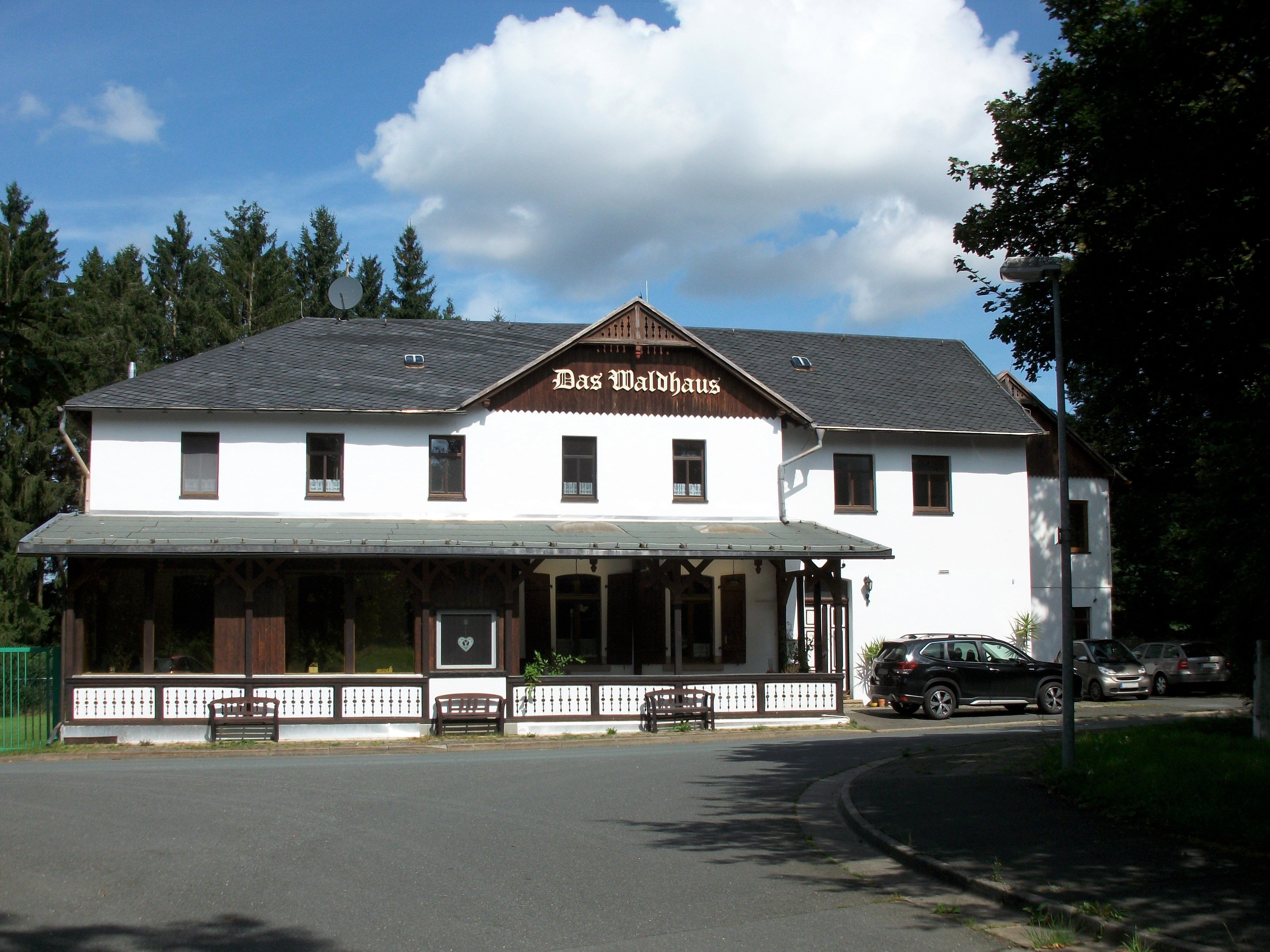
Langenbuch, Gaststätte Das Waldhaus

Das Straßenangerdorf Langenbuch wurde am 6. Juni 1377 erstmals urkundlich als Langinbuch erwähnt. In dieser Urkunde wurde ein langer Streit zwischen den Markgrafen von Meißen und den Vögten von Gera um das „Ketener holcz“ zwischen Thierbach und Weckersdorf, dem heutigen Köthenwald, entschieden. Der Ortsname leitet sich wahrscheinlich von „das Buch“ ab, dies bedeutet „der lange Buchenwald“.
Bezüglich der Grundherrschaft unterstand Langenbuch bis ins 19. Jahrhundert dem Rittergut Mühltroff. Als Teil der Herrschaft Mühltroff gehörte Langenbuch bis 1856 zum kursächsischen bzw. königlich-sächsischen Amt Plauen. Im Jahr 1856 wurde der Ort dem Gerichtsamt Pausa und 1875 der Amtshauptmannschaft Plauen angegliedert. Im Gegensatz zum Hauptort Langenbuch gehörten die Waldhäuser (Oberes, Mittleres und Unteres Waldhaus) nicht zu Sachsen, sondern als Teil der Herrschaft Schleiz bzw. danach als Teil des Landkreises Schleiz zum Fürstentum bzw. ab 1918 zum Freistaat Reuß jüngerer Linie, der 1919 im Volksstaat Reuß und 1920 im Land Thüringen aufging. Die Wisenta bzw. das Westufer des Bachs bildete die historische Grenze zwischen Sachsen und Reuß bzw. Thüringen.
Mit der Eröffnung der Bahnstrecke Schönberg–Schleiz erhielt Langenbuch am 18. Juni 1887 eine Haltestelle, die von 1905 bis 1963 als Bahnhof geführt wurde. Sie wurde auf reußischem Gebiet westlich des Mittleren Waldhauses errichtet. In der ersten Hälfte des 20. Jahrhunderts erfolgte der Bau der Siedlung Waldhäuser/Am Wald zwischen dem Bahnhof und dem Mittleren Waldhaus.
Durch die zweite Kreisreform in der DDR wurde das bisher sächsische Dorf Langenbuch gemeinsam mit seinen Nachbarorten Dröswein, Mühltroff, Thierbach und Langenbach im Jahr 1952 dem Kreis Schleiz im Bezirk Gera angegliedert, wodurch die Verwaltungsgrenze zwischen Langenbuch und der Siedlung Waldhäuser verschwand. Die einstige Zugehörigkeit zu Sachsen blieb bezüglich der kirchlichen Verwaltung bis heute erhalten. Die Kirchgemeinde Langenbuch mit der Siedlung Waldhäuser und dem Nachbarort Dröswein gehört als Teil der Ev.-Luth. Kirchgemeinde Thierbach-Ranspach-Langenbuch zum Kirchenbezirk Vogtland der Evangelisch-Lutherischen Landeskirche Sachsens. Am 1. August 1968 vereinigten sich die Gemeinden Langenbuch und Dröswein zur Gemeinde Langenbuch-Dröswein, die im Jahr 1979 in Langenbuch umbenannt wurde.
Die Gemeinde Langenbuch mit ihrem Ortsteil Dröswein kam im Jahr 1990 zum thüringischen Landkreis Schleiz. Im Gegensatz zu den Nachbarorten Mühltroff, Langenbach und Thierbach, die auf Grundlage des Staatsvertrages zwischen Thüringen und Sachsen am 1. April 1992 zum sächsischen Landkreis Plauen wechselten, verblieben Langenbuch und Dröswein beim thüringischen Landkreis Schleiz, obwohl die beiden Orte aufgrund ihrer früheren Zugehörigkeit zu Sachsen auch eine Möglichkeit zur Rückkehr nach Sachsen gehabt hätten.
Am 8. März 1994 erfolgte die Eingemeindung von Langenbuch mit Dröswein nach Schleiz. Als Ortsteil der Stadt Schleiz kam Langenbuch kurze Zeit darauf im Rahmen der Kreisreform Thüringen am 1. Juli 1994 zum neu gegründeten Saale-Orla-Kreis. Mit der Einstellung des Personenverkehrs auf der Bahnstrecke Schönberg–Schleiz verlor Langenbuch am 9. Dezember 2006 seinen Bahnanschluss. Seitdem finden auf der Strecke lediglich saisonale Sonderfahrten der Wisentatalbahn statt.